# JB-4 (ミサイル)
JB-4はアメリカ合衆国の初期の空対地ミサイルである。MX-607としても知られるこの兵器は、第二次世界大戦中、アメリカ陸軍航空隊によって開発されていた。テレビジョン/無線指令誘導を使用するJB-4は、戦争終結によって開発中止になる前に飛行試験段階まで到達していた。

## 設計及び開発
計画コードMX-607のもと、オハイオ州ライト飛行場で開発が行われたJB-4は、GB-4滑空爆弾を改修したものであり、この滑空爆弾は1944年にアメリカ陸軍航空隊で就役していた。JB-4の動力はフォードPJ31パルスジェットエンジンであり、これは先行の無動力爆弾と対照的に、改善されたスタンドオフの距離を与えようと意図していた。さらに、追加されたエンジンはこのミサイルを地上発射可能なものとした。ただしエンジン用の燃料を携行する必要から、GB-4のコアを形成する弾体が910kgであるのに比べ、JB-4の弾頭寸法は340kgに制限された。
主として合板構造を利用したJB-4は、テレビジョン/無線指令誘導を用いた。搭載されたAN/AXT-2送信機は、ミサイル先端部に載せられたカメラからの画像信号を、遠隔操縦するオペレーターへと送信した。オペレーターは送信された画像を監視し、無線を介してミサイルに指令を送信、確実に目標を直撃するようミサイルの航路を修正する。

## 実戦投入
1945年1月、JB-4は飛行試験段階に入った。このミサイルは640km/h以上での巡航能力を実証したものの、テレビジョン誘導の概念は当時の技術的限界に苦しめられており、完全な晴天以外では、何であれ図像の判別が難しいものとなった。本ミサイルは信頼性の問題にも苦しめられていた。これらと1945年8月の第二次世界大戦の終結が組み合わさり、結果は計画終了となった。
生産されたJB-4のうち、実戦投入されたものは無い。